# Avenula pratensis
Avenula pratensis é uma espécie de planta com flor pertencente à família Poaceae. 
A autoridade científica da espécie é (L.) Dumort., tendo sido publicada em Bulletin de la Société Botanique de Belgique 7(1): 68. 1868.

## Portugal
Trata-se de uma espécie presente no território português, nomeadamente os seguintes táxones infraespecíficos:
- Avenula pratensis subsp. lusitanica - presente em Portugal Continental. Em termos de naturalidade é nativa da região atrás referida. Não se encontra protegida por legislação portuguesa ou da Comunidade Europeia.